# エル・ディア・メノス・ペンサド
『エル・ディア・メノス・ペンサド』（スペイン語: El Día Menos Pensado）は、チリのテレビドラマ（ホラー）。1999年にテレビシオン・ナシオナル・デ・チリで初放送された。